# Veines sacrales latérales
Les veines sacrales latérales forment le plexus veineux sacral grâce à ses anastomoses en échelle avec la veine sacrale médiane. Il forme l'un des deux plexus veineux pariétaux du pelvis, avec le plexus rétropubien.
Les veines sacrales latérales drainent la paroi antérieure du sacrum en se jetant dans la veine iliaque interne grâce à sa branche pariétale. Elles accompagnent les artères homonymes. 

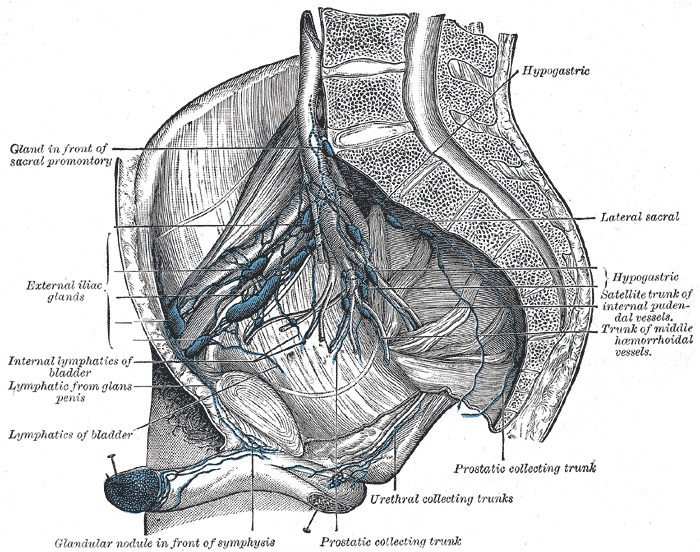
Glandes iliopelviennes (vue latérale).